# Atlas D (człon rakiety)
Atlas D – amerykański człon rakiet nośnych. Wykorzystywany w rakietach typu Atlas, np. w rakietach Atlas D i Atlas LV-3B Mercury biorącej udział w Programie Mercury. Był użytkowany przez 8 lat, w trakcie których startował ok. 135 razy, w tym 26 startów było nieudanych.